# جورج بيريز (رجل أعمال)
جورج بيريز (بالإنجليزية: Jorge M. Pérez)‏ أو خورخي بيريز (ولد في 17 إكتوبر 1949) سمسار عقارات، مؤلف، ملياردير أمريكي، يعرف عنه أنه رئيس والمدير التنفيذي للمصانع المتحدة، صديق شخصي قديم لرئيس الولايات المتحدة الأمريكية ورجل الأعمال الشهير دونالد ترامب. ساهم في تحديد جوده ومواصفات منتجات ترامب.

## السيرة الذاتيه

### التعليم والنشأة
ولد بيريز في بوينس آيرس، الأرجنتين في 17 أكتوبر 1949 (لذلك فهو أرجنتيني الأصل) لعائله من عروق مختلفه، فكان أبواه كوبيين من أصل أسباني. سريعا ما إنتقلت العائلة للعيش في كولومبيا قبل انتقالهم مره أخرى للعيش في ميامي في عام 1968.
حصل بيريز على بكالوريس من جامعة لونج أيلاند، وعلى درجة الماجستير من جامعة ميشيغان.

### الحياة العملية
عمل بيريز لفتره من الزمن مديرا في قطاع الاقتصاد لمدينه ميامي قبل دخوله مجال سمسره العقارات. في عام 1979، أسس بالتعاون مع رجل الأعمال المقيم في نيويورك ستيفن روز مجموعته المسماة بالمصانع المتحده. كون بيريز ثروته من بناء، شراء وإصلاح الشقق للأسر ذات الدخل الضعيف في جميع أنحاء ميامي ثم تحويلها إلى شقق للإيجار حتى أصبح واحدا من ألمع سماسره العقارات العصاميين في جنوب الولايات المتحدة.
يمتلك بيريز 50 مجمع سكني في مناطق مختلفه في الولايات المتحدة مثل جنوب فلوريدا، فورت مايرز ولاس فيجاس. لقب بيريز من قبل وسائل الإعلام «بدونالد ترامب العقارات».
بلغت عوائد الشركات المتحدة في عام 2004 ما يقرب من 2.1 مليار دولار واضعا بيريز في قمة قائمة أكبر 500 رجل أعمال (عصامي/مهووس) في تلك الفترة. تم اعتبار بيريز من أنشط جامعي التبرعات حيث عمل مع الرئيس بيل كلينتون في قضية كوبا أثناء فترته الرئاسيه وكان جامع تبرعات نشط لحملة المرشحة الرئاسية الديموقراطيه هيلاري كلينتون. في عام 2008، كرس بيريز أغلب وقته في جمع التبرعات لحملة الرئيس السابق باراك أوباما بعد أن أصبح المرشح الديموقراطي للرئاسة.
في 18 نوفمبر 2007، شيدت مجموعة الشركات المتحدة شيراتون في خيلج بال هاربور لخلق مساحة لمزيد من المشاريع. سمي الشيراتون «أمريكانا» تم إنشاؤه من قبل المهندس المعماري الشهير موريس لابيدوس، صاحب تصاميم Fontaine bleau في شاطئ ميامي وفنادق إيدن روك. هذه المباني كانت ثورة في مجال العمارة حيث ألهمت العديد من المعماريين الجددد في ميامي.
بسبب الأزمة المالية التي سادت العالم في الفترة ما بين عامي 2007-2010 تعرضت العديد من مشروعات الشركة إلى مشاكل مالية كمشتريين. فقد رفض العديد من المضاربين بيع منازلهم غير رفض البنوك إعطاء أي قروض بضمان السكن. قبل الآزمة المالية عام 2007، قدرت مجلة فوربس صافي ثروة بيريز بحوالي 1.3 مليار دولار، بينما قدرتها في مارس 2013 بحوالي 1.2 مليار دولار.

## أعماله الخيرية وولعه بالفن
كان بيريز هو المسئول الرئيسي لمركز خورخي بيريز للعمارة في جامعة ميامي، والذي تم افتتاحه في أكتوبر 2004.
يهوى بيريز جمع التحف والأعمال الفنية فتضم مجموعة بيريز الشخصية 1000 قطعه فنية من أعمال دييغو ريفيرا، فريدا كاهلو، فرناندو بوتيرو، روبرتو ماتا، روبن توريس لوركا، فيلس، جيف جيس، مايكل لوو، وبابلو أتشوغاري.
في ديسمبر 2011، تبرع بيريز بمبلغ 35 مليون دولار نقدا أو قطعا فنية لمتحف ميامي للفنون لدعم بناء وتشييد أشهر مكاتب العمارة هيرتسوغ ودي مورون. تم تغيير اسم المتحف إلى متحف بيريز للفن بميامي (PAMM). في عام 2016، تبرع بيريز بمبلغ 15 مليون دولار أخر للمتحف. شمل التبرع مبلغ 5 مليون دولار من الفن الكوبي المعاصر. كما أوصى بالتبرع بمجموعته الفنية كاملة للمتحف بعد وفاته.
بالإضافة إلى دعمه لمتحف الفن، كان بيريز من أكثر الداعمين للمهرجانات الفنية كمهرجان ميامي السينمائي الدولي، مؤسسة يونغارتس الوطنية، ومتحف فروست للفنون في جامعة فلوريدا الدولية وجامعة ميامي.

## الحياة الشخصية
يعيش بيريز في ميامي، فلوريدا، مع زوجته، دارلين بيريز، وأبنائه الأربعة. بيريز عضو في الحزب الديموقراطي وكان ضمن الحملة الانتخابية الرئاسية لكل من بيل كلينتون وهيلاري كلينتون وباراك أوباما.
يعتبر بيريز صديق وشريك تجاري سابق لدونالد ترامب، الذي كتب مقدمة لكتاب بيريز في عام 2008، مبادئ المنازل الهائله.

## التكريمات
تمت تسميه مركز (صف) العمارة في جامعة ميامي على إسمه تكريما له على مجمل أعماله.

## أعمال مختاره
- مبادئ المنازل الهائله: نيويورك، مكتبه نيو أمريكان 2008.(ردمك 0-451-22705-0).

## وصلات خارجية
- حوار مع خورخي بيريز.
- ملوك العقارات خورخي بيريز وستيفن روس